# Culex tsengi
Culex tsengi är en tvåvingeart som beskrevs av Lien 1968. Culex tsengi ingår i släktet Culex och familjen stickmyggor.
Artens utbredningsområde är Taiwan. Inga underarter finns listade i Catalogue of Life.